# Фрідріх Гемпп
Фрідріх Гемпп (нім. Friedrich Gempp; 1873—1947) — німецький воєнний діяч, письменник, генерал-майор (1941).

## Біографія
Уродженець Фрайбурга, закінчив Фрайбурзьку гімназію (1892) та два курси правового факультету Страсбурзького Університету. З квітня по грудень 1884 р. навчався у військовій школі у Герсфельді, потім продовжив службу у армії. У 1901 р. поступив слухачем у Військову академію (Берлін), яку закінчив у 1905 р. та отримав звання лейтенанта.
У 1906—1913 рр. служив на командних посадах у армії. З серпня 1913 р. відряджений до Генштабу (Берлін) та призначений офіцером розвідки при вищому керівництві сухопутних сил Головного командування 1-го армійського корпусу 8-ї армії (Східна Пруссія).
У 1919—1927 рр. очолював військову розвідку (Абвер) Веймарської республіки. 30 червня 1927 р. вийшов у відставку. З 1927 по 1944 рр. займався вивченням історії германської розвідки та контррозвідки при Військовому міністерстві; автор 12-томної праці «Військова розвідка та контррозвідка».
У 1942—1943 рр. був суддею «Народного суду».
Затриманий 10 серпня 1946 р. співробітниками Берлінського оперсектора у Ростоці, заарештований у Москві 3 січня 1947 року. Утримувався у Бутирській в'язниці МВС СРСР, де й помер у в'язничній лікарні 21 квітня 1947 р. від параліча серця. За висновком Головної військової прокуратури РФ від 10 вересня 2001 р. визнаний притягнутим до кримінальної відповідальності необґрунтовано, з політичних мотивів.

## Нагороди
- Столітня медаль
- Орден Червоного орла 4-го класу
- Залізний хрест 2-го і 1-го класу
- Орден «За військові заслуги» (Баварія) 4-го класу з мечами
- Орден Альберта (Саксонія), лицарський хрест 1-го класу з мечами
- Орден Вюртемберзької корони, лицарський хрест
- Орден Церінгенського лева, лицарський хрест 1-го класу з мечами
- Ганзейський Хрест (Гамбург)
- Хрест «За військові заслуги» (Австро-Угорщина) 3-го класу з мечами
- Орден Меджида (Османська імперія)
- Галліполійська зірка (Османська імперія)
- Королівський орден дому Гогенцоллернів, лицарський хрест з мечами
- Хрест «За вислугу років» (Пруссія)
- Почесний хрест ветерана війни з мечами

## Зноски
1. ↑  Abwehr (1921—1944). Архів оригіналу за 17 липня 2011. Процитовано 2 січня 2016.